# Kostel svatého Mikuláše (Sliač)
Kostel svatého Mikuláše je římskokatolický kostel postavený v 13. století. Patří k jedné z nejstarších památek slovenského města Sliač.
Tento původně raně gotický kostel byl několikrát přestavěn a upraven. V jeho interiéru se dodnes zachovaly vzácné nástěnné malby od malíře Jozefa Hanuly. V minulosti byla kolem kostela postavena zeď a příkop, které jej chránily před nájezdy Turků.
Velký historický význam má i stará zvonice před kostelem, ve které jsou umístěny tři zvony. Nejstarší a největší z nich je zvon Mikuláš, který patří k nejstarším a největším na Slovensku. Jeho hmotnost činí 5,1 tuny a byl vyroben již v roce 1512. Právě díky své nadměrné velikosti a hmotnosti přetrval až do dnešních dob – nikdy se nestal kořistí Turků a nebyl zničen ani během první světové války, když se ze zvonů vyráběla děla.